# Akō rōshi
Pour plus de détails, voir Fiche technique et Distribution.
Akō rōshi (赤穂浪士) est un film japonais en couleur consacré aux 47 rōnin, réalisé par Sadatsugu Matsuda et sorti en 1961.

## Synopsis
47 samouraïs fidèles jurent de venger la mort injuste de leur seigneur...

## Distribution
- Chiezō Kataoka : Oishi (Ōishi Yoshio)
- Kinnosuke Nakamura : Wakisaka
- Chiyonosuke Azuma : Horibe
- Kusuo Abe : Katada
- Kyōko Aoyama : Nagi
- Shinobu Chihara : Ukibashi Dayu
- Yoshiko Fujita : Ayame
- Hiromi Hanazono : Sakura
- Yumiko Hasegawa : Chiyo
- Utaemon Ichikawa : Hizaka
- Michiyo Kogure : Oyone
- Jūshirō Konoe : Ikkaku Shimizu
- Hiroki Matsukata : Oishi
- Katsuo Nakamura : Denkichi
- Satomi Oka : Sen
- Hashizō Ōkawa : seigneur Asano (daimyo Asano Naganori)
- Keiko Ōkawa : Kita no kata
- Denjirō Ōkōchi : Sakon Tachibana
- Ryūtarō Ōtomo : Hotta
- Shunji Sakai : Matsuzo
- Hiroko Sakuramachi : Osaki
- Kōtarō Satomi : Uesugi
- Eitarō Shindō : Denpachiro
- Shin Tokudaiji : Katada
- Ryūnosuke Tsukigata : seigneur Kira (Kozunosuke Kira)
- Kenji Usuda : Horibe
- Isao Yamagata : Kataoka
- Eijirō Yanagi : Yanagisawa

### Source de la traduction
- (en) Cet article est partiellement ou en totalité issu de l’article de Wikipédia en anglais intitulé « Akō Rōshi » (voir la liste des auteurs).